# Semtex (nápoj)
Semtex je energetický nápoj, který v mnoha variantách vyrábí firma Kofola v Krnově, jež výrobu drinků Semtex převzala tím, že v dubnu 2011 odkoupila firmu Pinelli, spol. s r.o.

## Popis
Nápoj obsahuje nejvyšší možné povolené hodnoty kofeinu (320 mg/l) a niacinu (500 mg/l). Mimo tyto látky obsahuje i cukr, vitamíny B2, B5, B6 a C, barviva, aroma a stejně jako řada podobných nápojů také taurin. Verze High dle tvrzení výrobce obsahuje dokonce o 20 % kofeinu více než běžné energy drinky. Nápoj je vyráběn v několika variantách, například s příchutí granátového jablka (Pomegranate), s výtažkem z opuncie (Cactus) nebo cannabisu (Flow). Perlivá verze nese název Forte.
Kvůli asociacím s názvem české plastické trhaviny firma koupila od společnosti Syntézia Pardubice ochrannou známku a ustoupila od používání sloganu „nápoj s výbušnou energií“. Ještě v lednu 2020 však české e-shopy u nápoje slogan uváděly anglicky (Explosive energy drink).
Nápoj se prodává v plechovkách o obsahu 0,5 l.